# Fiat Albea
Fiat Albea – samochód osobowy klasy aut miejskich produkowany przez włoską markę FIAT w latach 2002 – 2010. Należał on do projektu Fiata o nazwie: Fiat "Projekt 178".

## Historia i opis modelu

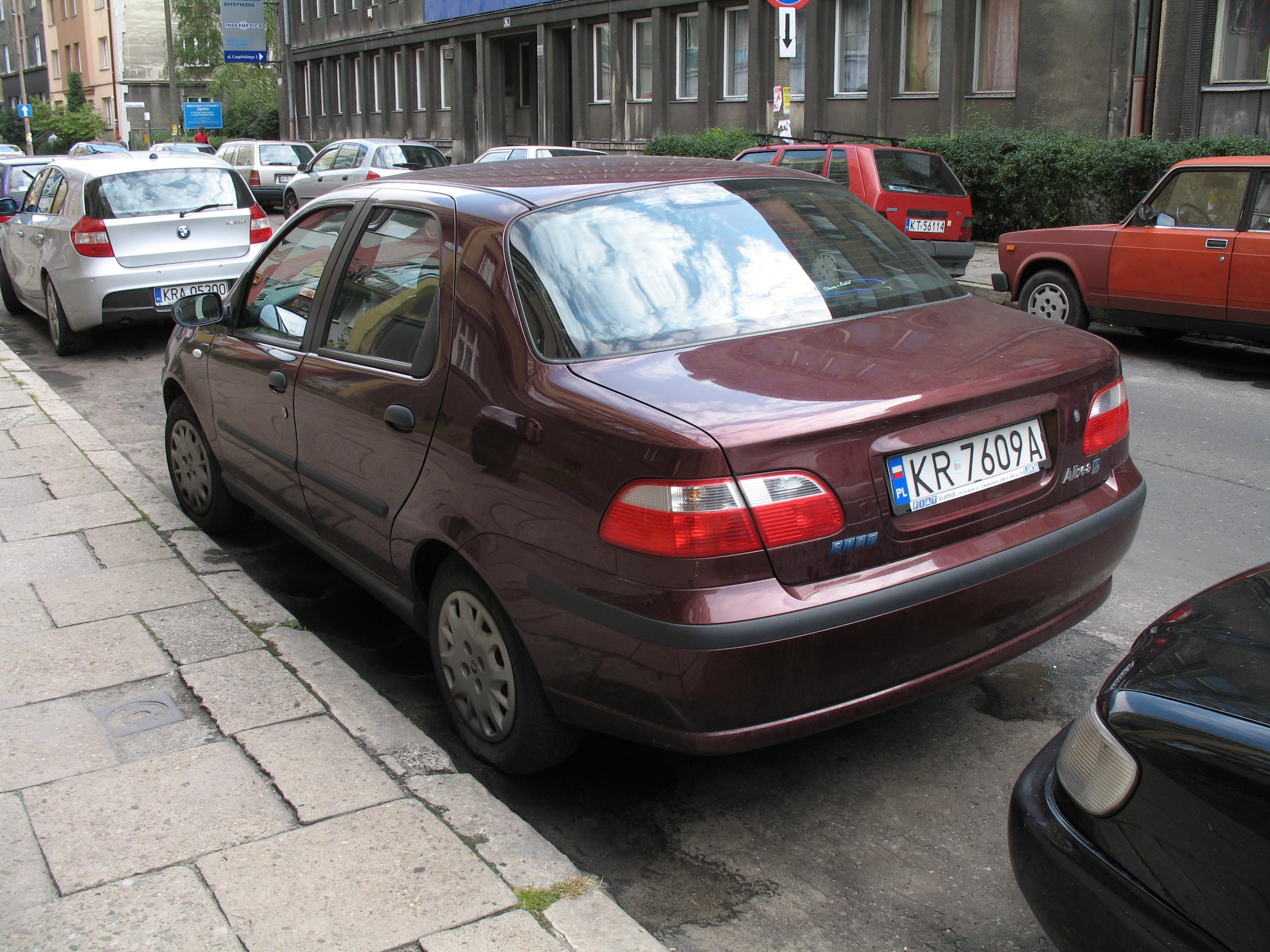
Fiat Albea – tył

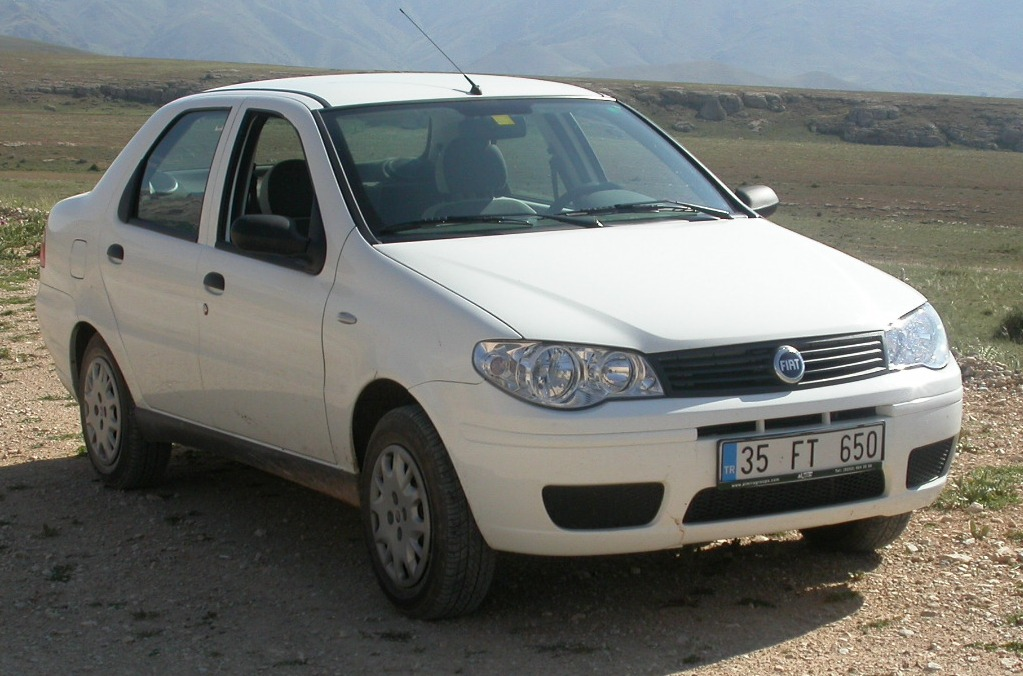
Fiat Albea po liftingu

Albea to tak naprawdę gruntownie zmodernizowany Fiat Siena pierwszej generacji, a dokładniej jej brazylijska odmiana po modernizacji z 2001 roku, od którego poza nazwą odróżnia się jednak wyglądem tyłu. Jest on bardziej kanciasty i ma podłużne, dwuczęściowe lampy.
Albea jest jednym z samochodów powstałych w ramach projektu samochodu typ 178 i w związku z tym wiele jego podzespołów jest takich samych jak w innych samochodach tej rodziny (np. Fiacie Palio Weekend). Jest on następcą Fiata Siena I. Został on zaprojektowany przez włoskiego projektanta Giorgetto Giugiaro.
W 2006 roku auto przeszło face lifting. Zmieniono m.in. pas przedni pojazdu.
Na rynku rumuńskim model ten sprzedawany był tylko z silnikiem 1.2 16V Fire.
7 grudnia 2007 roku Fiat Auto Poland zdecydował o wycofaniu modelu Albea ze sprzedaży w Polsce. Powodem było malejące zainteresowanie tym modelem i prezentacja nowego budżetowego sedana – większego, kompaktowego modelu Linea.

### Wyposażenie
- EL
- HL

Standardowe wyposażenie podstawowej wersji EL obejmuje m.in. immobilizer, poduszkę powietrzną kierowcy, regulację wysokości kolumny kierowniczej, wspomaganie kierownicy. Bogatsza wersja HL dodatkowo wyposażona została m.in. w elektryczne sterowanie szyb przednich, zamek centralny, elektryczne sterowanie lusterek, fotel kierowcy z regulacją podparcia odcinka lędźwiowego, poduszkę powietrzną pasażera, radioodtwarzacz oraz światła przeciwmgłowe.
Dodatkowo auto wyposażyć można m.in. w system ABS z EBD, klimatyzację oraz lakier metalizowany.